# كأس دوري كرة القدم الإنجليزية 2012–13
كأس دوري كرة القدم الإنجليزية 2012–13 (بالإنجليزية: 2012–13 Football League Trophy)‏ هو الموسم 29 من كأس دوري كرة القدم الإنجليزية. أشرف على تنظيمه دوري كرة القدم الإنجليزي، وكان عدد الأندية المشاركة فيه 48، وفاز فيه نادي كرو ألكساندرا.